# Jema'a
Jema'a è una delle aree a governo locale (local government areas) in cui è suddiviso lo stato di Kaduna, in Nigeria. Estesa su una superficie di 1.661 chilometri quadrati, conta una popolazione di 278.735 abitanti.